# Grammy Award for Best Album for Children

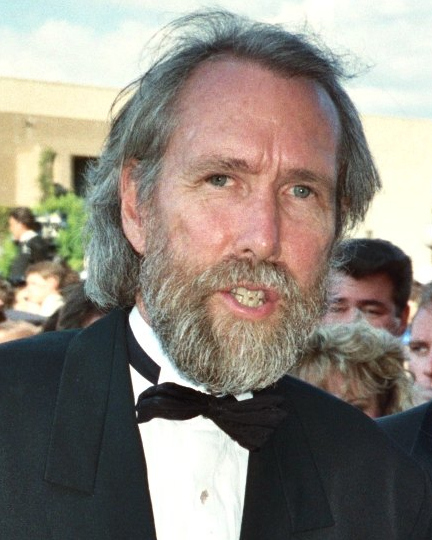
Jim Henson hat den Grammy Award for Best Album for Children fünf Mal gewonnen

Der Grammy Award for Best Album for Children, auf Deutsch „Grammy-Auszeichnung für das beste Album für Kinder“, ist ein Musikpreis, der von 1959 bis 1993 von der amerikanischen Recording Academy verliehen wurde.

## Geschichte und Hintergrund
Die seit 1959 verliehenen Grammy Awards werden jährlich in zahlreichen Kategorien von der Recording Academy in den Vereinigten Staaten vergeben, um künstlerische Leistung, technische Kompetenz und hervorragende Gesamtleistung ohne Rücksicht auf die Album-Verkäufe oder Chart-Position zu würdigen.
Eine dieser Kategorien war der Grammy Award for Best Album for Children. Der Preis wurde von 1959 bis 1993 vergeben. Er war offen für alle Audioaufnahmen, egal ob es sich um ein Album, ein einzelnes Lied, ein Hörbuch, eine Fernsehsendung oder eine Filmaufnahme handelte.
Die Auszeichnung hat seit der Erstverleihung einige kleinere Namensänderungen erfahren:
- Von 1959 bis 1960 hieß die Auszeichnung Grammy Award for Best Recording for Children
- 1961 nannte sie sich Grammy Award for Best Album Created for Children
- Von 1962 bis 1968 wurde der Grammy Award for Best Recording for Children vergeben
- 1969 wurde die Auszeichnung nicht vergeben
- Von 1970 bis 1991 hieß der Preis Grammy Award for Best Recording for Children
- Von 1992 bis 1993 nannte er sich Grammy Award for Best Album for Children.

1994 wurde der Preis in den Grammy Award for Best Musical Album for Children und den Grammy Award for Best Spoken Word Album for Children aufgeteilt. Beide Kategorien wurden 2012 wieder zur Kategorie Grammy Award for Best Children’s Album zusammengelegt, die seitdem vergeben wird.

## Gewinner und Nominierte
| Jahr | Gewinner                                                                                                  | Nationalität                                                                     | Album                                                                                           | Nominierte | Bild des/der Gewinner(s)                                                         |
| ---- | --- | -------------------------------------------------------------------------------- | ----------------------------------------------------------------------------------------------- | --- | -------------------------------------------------------------------------------- |
| 1959 | Ross Bagdasarian (Künstler)                                                                               | Vereinigte Staaten                                                               | The Chipmunk Song                                                                               | - Children’s Marching Song – Cyril Stapleton (Künstler) - Fun in Shariland – Shari Lewis (Künstler) - Mommy, Give Me a Drinka Water – Danny Kaye (Künstler) - Tubby the Tuba – José Ferrer (Künstler) - Witch Doctor – Ross Bagdasarian (Künstler)                                                                                  |                                                                                  |
| 1960 | Peter Ustinov (Künstler)                                                                                  | Vereinigtes Königreich                                                           | Peter und der Wolf                                                                              | - The Arabian Nights – Maria Ray - Hansel and Gretel: An Opera Fantasy – Franz Allers - Popeye’s Favorite Sea Chanties – Captain Allen Swift - Three to Make Music/Cinderella – Mary Martin |                                                                                  |
| 1961 | Ross Bagdasarian (Künstler)                                                                               | Vereinigte Staaten                                                               | Let’s All Sing with The Chipmunks                                                               | - Adventures in Music, Grade 3, Volume 1 – Howard Mitchell - Dr. Seuss Presents: Bartholomew and the Oobleck - Folk Songs for Young People – Pete Seeger - Mother Goose Nursery Rhymes – Sterling Holloway - Stories and Songs of the Civil War – Ralph Bellamy                                                                     |                                                                                  |
| 1962 | Leonard Bernstein (Künstler)                                                                              | Vereinigte Staaten                                                               | Prokofiew: Peter und der Wolf                                                                   | - Golden Treasury of Great Music and Literature – verschiedene Künstler - One Hundred and One Dalmatians – verschiedene Künstler - The Soupy Sales Show – Soupy Sales (Künstler) - Young Abe Lincoln (Broadway Aufnahme) – verschiedene Künstler                                                                                    |                                                                                  |
| 1963 | Leonard Bernstein (Künstler)                                                                              | Vereinigte Staaten                                                               | Camille Saint-Saëns: Karneval der Tiere/Benjamin Britten: Young Person’s Guide to the Orchestra | - The Cat Who Walked by Herself – Boris Karloff (Künstler) - The Chipmunk Songbook – Ross Bagdasarian, Sr. (Künstler) - Grimm’s Fairy Tales – Danny Kaye (Künstler) - Shari in Storyland – Shari Lewis (Künstler) - Through Children’s Eyes – The Limeliters (Künstler) - You Read to Me, I’ll Read to You – John Ciardi (Künstler) |                                                                                  |
| 1964 | Leonard Bernstein (Künstler)                                                                              | Vereinigte Staaten                                                               | Bernstein Conducts For Young People                                                             | - Addition and Subtraction – Rica Owen Moore - Children’s Concert – Pete Seeger (Künstler) - Let’s Go to the Zoo – verschiedene Künstler - On Top of Spaghetti – Tom Glazer und der Do-Re-Mi Children’s Chorus - Puff, the Magic Dragon – Peter, Paul & Mary (Künstler) - Winnie-the-Pooh – Jack Gilford (Künstler)                 |                                                                                  |
| 1965 | Dick Van Dyke und Julie Andrews (Künstler)                                                                | Vereinigte Staaten Vereinigtes Königreich                                        | Mary Poppins                                                                                    | - Britten: Young Person’s Guide to the Orchestra – (gesprochen von Hugh Downs mit Arthur Fiedler und dem Boston Pops Orchestra) - Chim Chim Cheree and Other Children’s Choices – Burl Ives und der Children’s Chorus - Daniel Boone – Fess Parker - A Spoonful of Sugar – (Marty Gould und der Do-Re-Mi Children’s Chorus)         |                                                                                  |
| 1966 | Marvin Miller (Künstler)                                                                                  | Vereinigte Staaten                                                               | Dr. Seuss Presents: Fox in Sox and Green Eggs and Ham                                           | - Alice Through the Looking-Glass - The Christmas That Almost Wasn’t – Paul Tripp und Besetzung - For the Children of the World: Art Linkletter Narrates the Bible – Art Linkletter - Happiness Is –Marty Gould und der Do-Re-Mi Children’s Chorus                                                                                  |                                                                                  |
| 1967 | Marvin Miller (Künstler)                                                                                  | Vereinigte Staaten                                                               | Dr. Seuss Presents: If I Ran The Zoo and Sleep Book                                             | - Love Songs for Children: "A" You’re Adorable – Diahann Carroll - Patrick Muldoon and His Magic Balloon – Carmel Quinn - Supercalifragilisticexpialidocious – Ross Bagdasarian - Winnie-the-Pooh and the Honey Tree – Sterling Holloway und Sebastian Cabot                                                                        |                                                                                  |
| 1968 | Boris Karloff (Künstler)                                                                                  | Vereinigtes Königreich                                                           | Dr. Seuss: How The Grinch Stole Christmas                                                       | - The Carnival of the Animals – erzählt von Tutti Camarata, Musik von Symphonie-Orchester Graunke - A Happy Birthday Book with Winnie-the-Pooh – Sterling Holloway - The Jungle Book – Besetzung des Filmes - Jungle Books – Richard Kiley - Magic Fishbone/Happy Prince/Potted Princess – Julie Harris und Richard Kiley           |                                                                                  |
| 1969 | Im Jahr 1969 wurde der Grammy Award for Best Album for Children nicht verliehen.                          | Im Jahr 1969 wurde der Grammy Award for Best Album for Children nicht verliehen. | Im Jahr 1969 wurde der Grammy Award for Best Album for Children nicht verliehen.                | Im Jahr 1969 wurde der Grammy Award for Best Album for Children nicht verliehen. | Im Jahr 1969 wurde der Grammy Award for Best Album for Children nicht verliehen. |
| 1970 | Peter, Paul and Mary (Künstler)                                                                           | Vereinigte Staaten                                                               | Peter, Paul and Mommy                                                                           | - Chitty Chitty Bang Bang – Do-Re-Mi Chor - Folk Tales of the Tribes of Africa – Eartha Kitt - For All My Little Friends – Tiny Tim - Yellow Submarine and Other Big Hits for Little People – Richard Wolfe Children’s Chor |                                                                                  |
| 1971 | Joan Cooney und Thomas Z. Shepard (Produzenten)                                                           | Vereinigte Staaten                                                               | Sesame Street                                                                                   | - The Aristocats - A Boy Named Charlie Brown - Rubber Duckie - Susan Sings Songs from "Sesame Street" – Loretta Long |                                                                                  |
| 1972 | Bill Cosby (Künstler)                                                                                     | Vereinigte Staaten                                                               | Bill Cosby Talks to Kids About Drugs                                                            | - Sesame Street, Rubber Duckie and Other Songs from "Sesame Street" – Richard Wolfe Children’s Chor - Sex Explained for Children – Stanley Daniels - The Story of Sheherazade – Julie Harris - Willy Wonka & the Chocolate Factory – Peter Moore und das Golden Orchestra und Chor                                                  |                                                                                  |
| 1973 | Bill Cosby und Rita Moreno; Christopher Cerf, Joe Raposo und Lee Chamberlin (Produzenten)                 | Vereinigte Staaten                                                               | The Electric Company                                                                            | - Kukla, Fran and Ollie - The Muppet Alphabet Album - Sesame Street II - Snoopy, Come Home |                                                                                  |
| 1974 | Joe Raposo (Produzent)                                                                                    | Vereinigte Staaten                                                               | Sesame Street Live!                                                                             | - Free to Be... You and Me - The Little Prince – Peter Ustinov - Multiplication Rock – Bob Dorough - Songs from "The Electric Company" TV Show |                                                                                  |
| 1975 | Paul Winchell, Sebastian Cabot und Sterling Holloway (Künstler)                                           | Vereinigte Staaten Vereinigtes Königreich                                        | Winnie the Pooh and Tigger Too                                                                  | - America Sings - Eli Wallach Reads Isaac Bashevis Singer – Eli Wallach - New Adventures of Bugs Bunny, Volume 2 – Mel Blanc - Robin Hood – Roger Miller |                                                                                  |
| 1976 | Richard Burton (Künstler)                                                                                 | Vereinigtes Königreich                                                           | The Little Prince                                                                               | - Bert & Ernie Sing-Along - Merry Christmas from Sesame Street - Mr. Popper’s Penguins – Jim Backus - Really Rosie – Carole King - Sesame Street Monsters |                                                                                  |
| 1977 | Hermione Gingold und Karl Böhm (Künstler)                                                                 | Vereinigtes Königreich Österreich                                                | Prokofiev: Peter and the Wolf / Saint-Saëns: Carnival of the Animals                            | - The Adventures of Ali and His Gang vs. Mr. Tooth Decay – Muhammad Ali - Disney’s A Christmas Carol - Snow White and the Seven Dwarfs - Winnie-the-Pooh for President (Campaign Song) – Sterling Holloway (Künstler) |                                                                                  |
| 1978 | Christopher Cerf und Jim Timmens (Produzenten)                                                            | Vereinigte Staaten                                                               | Aren’t You Glad You’re You                                                                      | - A Charlie Brown Christmas - Dope! The Dope King’s Last Stand – Muhammad Ali - Russell Hoban, The Mouse and His Child – Peter Ustinov - The Sesame Street Fairy Tale Album |                                                                                  |
| 1979 | Jim Henson (Produzent)                                                                                    | Vereinigte Staaten                                                               | The Muppet Show (album)                                                                         | - Charlie Brown’s All-Stars - The Hobbit - Peter and the Wolf – David Bowie und das Philadelphia Orchestra - Sesame Street Fever |                                                                                  |
| 1980 | Jim Henson und Paul Williams (Produzenten)                                                                | Vereinigte Staaten                                                               | The Muppet Movie (Soundtrack)                                                                   | - Anne Murray Sings for the Sesame Street Generation – Anne Murray - Sesame Disco - The Stars Come out on Sesame Street - You’re in Love, Charlie Brown |                                                                                  |
| 1981 | David Levine und Lucy Simon (Produzenten)                                                                 | Vereinigte Staaten                                                               | In Harmony: A Sesame Street Record                                                              | - Big Bird’s Bedtime Stories - Christmas Eve on Sesame Street - Love - The People in Your Neighborhood |                                                                                  |
| 1982 | Jim Henson und Dennis Scott (Produzenten)                                                                 | Vereinigte Staaten                                                               | Sesame Country                                                                                  | - Ants’hillvania - Big Bird Discovers the Orchestra - A Chipmunk Christmas - The Fox and the Hound |                                                                                  |
| 1983 | David Levine und Lucy Simon (Produzenten)                                                                 | Vereinigte Staaten                                                               | In Harmony 2                                                                                    | - Animals and Other Things – Candle und die Agapeland Singers - Best of Friends – The Smurfs - The Chipmunks Go Hollywood - Here Comes Garfield – Lou Rawls - I Am God’s Project – Birdwing Kids Korps |                                                                                  |
| 1984 | Michael Jackson (Künstler) Quincy Jones (Produzent)                                                       | Vereinigte Staaten                                                               | E.T. The Extra-Terrestrial                                                                      | - Born to Add: The Great Rock N Roll from Sesame Street - The Music Machine II – Candle - Rocky Mountain Holiday – John Denver und die Muppets |                                                                                  |
| 1985 | Shel Silverstein (Künstler) Ron Haffkine (Produzent)                                                      | Vereinigte Staaten                                                               | Where the Sidewalk Ends                                                                         | - Agapeland at Play with Holly Heart - Flashbeagle - Jim Henson’s Muppets Present Fraggle Rock - Kids’ Praise! 4: Singsational Servants - The Muppets Take Manhattan |                                                                                  |
| 1986 | Jim Henson und Steve Buckingham (Produzenten)                                                             | Vereinigte Staaten                                                               | Follow That Bird: The Original Motion Picture Soundtrack                                        | - Bullfrogs and Butterflies II – Candle - E.T.A. Hoffmann/Tschaikowski: The Nutcracker – Christopher Plummer und Michael Tilson Thomas - Prokofjew: Peter and the Wolf – Dudley Moore und John Williams - The Velveteen Rabbit – Meryl Streep und George Winston - We Are the World – Children of the World                         |                                                                                  |
| 1987 | Jim Henson, Geri Van Rees und Kathryn King (Produzenten)                                                  | Vereinigte Staaten                                                               | The Alphabet                                                                                    | - A Child’s Gift of Lullabyes – Tanya Goodman Sykes - Itsy Bitsy Spider – Carly Simon - A Light in the Attic – Shel Silverstein - One-Minute Bedtime Stories – Shari Lewis |                                                                                  |
| 1988 | Bobby McFerrin und Jack Nicholson (Künstler) Bobby McFerrin, Mark Sottnick und Tom Bradshaw (Produzenten) | Vereinigte Staaten                                                               | The Elephant’s Child                                                                            | - Bullfrogs and Butterflies Part III – Candle - The Emperor and the Nightingale – Glenn Close und Mark Isham - Everything Grows – Raffi - Lullaby for Teddy – Barbara Fairchild |                                                                                  |
| 1989 | Robin Williams (Künstler) Mark Sottnick und Ry Cooder (Produzenten)                                       | Vereinigte Staaten                                                               | Pecos Bill                                                                                      | - The Bible: The Amazing Book – Candle - The Legend of Sleepy Hollow – Glenn Close und Tim Story - Peter and the Wolf / Carnival of the Animals, Part II – Weird Al Yankovic und Wendy Carlos - The Tailor of Gloucester – Meryl Streep und The Chieftains - The Tale of Peter Rabbit – Meryl Streep und Lyle Mays                  |                                                                                  |
| 1990 | Tanya Goodman (Künstler) David R. Lehman und J. Aaron Brown (Produzenten)                                 | Vereinigte Staaten                                                               | The Rock-A-Bye Collection, Volume 1                                                             | - Bullfrogs and Butterflies IV: I’ve Been Born Again - A Disney Spectacular (48 Favorite Disney Songs) - Oliver and Company: Story and Songs from the Motion Picture - Raffi in Concert with the Rise and Shine Band – Raffi - Thumbelina – Kelly McGillis und Mark Isham                                                           |                                                                                  |
| 1991 | Alan Menken (Komponist) Howard Ashman (Texter)                                                            | Vereinigte Staaten                                                               | The Little Mermaid: An Original Walt Disney Records Soundtrack                                  | - Doc Watson Sings Songs for Little Pickers – Doc Watson - How the Leopard Got His Spots – Danny Glover und Ladysmith Black Mambazo - The Little Mermaid: Read Along – Roy Dotrice - The Rock-A-Bye Collection, Volume 2 – Tanya Goodman                                                                                            |                                                                                  |
| 1992 | Clifford "Barney" Robertson (Produzent)                                                                   | Vereinigte Staaten                                                               | A Cappella Kids                                                                                 | - Brer Rabbit and the Wonderful Tar Baby – Danny Glover und Taj Mahal - The Emperor’s New Clothes – John Gielgud und Mark Isham - Paul Bunyan – Jonathan Winters und Leo Kottke - Prokofjew: Peter and the Wolf / A Zoo Called Earth / Gerald McBoing Boing – Peter Schickele                                                       |                                                                                  |
| 1993 | Alan Menken und Howard Ashman (Songwriter)                                                                | Vereinigte Staaten                                                               | Beauty and the Beast: Original Motion Picture Soundtrack                                        | - Chipmunks in Low Places - Snuggle Up: A Gift of Songs for Sweet Dreams - Woody’s Grow Big Songs 1 and 2 - Pete Seeger’s Family Concert |                                                                                  |